# Токайские вина
Токайские вина — белые (золотистого цвета) десертные вина позднего урожая из винодельческого региона Токай-Хедьяла. Их получают из плодов светлых сортов винограда, подвяленных в естественных условиях — на ветвях под солнечными лучами.
Мировую известность Токаю принесли вина позднего урожая, вырабатываемые из ас(с)у, то есть ягод, заражённых «благородной гнилью» — грибком ботритис. Такие вина обладают специфическим букетом с медовыми тонами, привкусом кураги и засахаренных фруктов. Ниже идёт речь о винах только этого типа.

## Происхождение
Токайские вина позднего сбора — один из уникальных венгерских продуктов — производятся в Токайском винодельческом регионе, лежащем между реками Тиса и Бодрог на узкой полосе 87 км в длину и 3-4 км в ширину. По Трианонскому договору бо́льшая часть этой местности принадлежит Венгрии, и лишь небольшая часть — Словакии (7 сёл на юге Требишовского района). Вина, производимые на венгерской территории, носят название «Tokaji», тогда как винопроизводители из словацкой части Токая согласно решению Европейского союза маркируют свой товар, произведённый в соответствии со стандартами качества, действующими в Венгрии, как «Tokajský/-á/-é».
Первые письменные упоминания о виноградарстве в Токае относятся к XIII веку, а о виноделии — к XV веку. «Золотой век» токайского виноделия (и само изобретение вин из ботритизированного винограда) относится ко времени, когда регионом владели магнаты рода Ракоци и наследовавший им граф Миклош Берчени.  В XVIII веке токайское ассу экспортировалось по всей Европе, пользуясь успехом при царском и других дворах монархов Европы, где его якобы называли «королём вин и вином королей». Ценителями токая были Вольтер и Гёте. В государственном гимне Венгерской Республики упоминается о «каплях сладкого нектара, пролитых Богом на земли Токая». Подробнее об истории токайского виноделия см. статью Токайский винодельческий регион.
Токайские вина производятся из винограда сортов фурминт (венг. furmint), гарс левелю (липовина, венг. Hárslevelű, словац. Lipovina), мускат белый (он же мускат жёлтый, мускат люнель, венг. sárgamuskotály, словац. muškát žltý) и зета (венг. zéta). В 2002 году виноградники Токая пополнили список Всемирного наследия ЮНЕСКО.

## Вина позднего урожая
- Токай самородный (устар. főbor) — из неотсортированного винограда, собранного «как есть» (то есть с включением ботритизированных ягод, если таковые имеются). Урожай собирают в октябре-ноябре и даже после первых заморозков. Предварительно виноградным гроздьям перекрывается доступ влаги, их перевязывают, отчего грозди засахариваются и подсыхают. Затем виноград давят и дают отстояться и забродить. Затем в этот сок добавляют заранее приготовленное вино и разливают по бочкам, которые отправляются в подвал. Продолжительность выдержки минимум два года. Вина этого типа могут быть как сладкими, так и сухими. Поскольку отбор ягод вручную не производится, такое вино обычно дешевле, чем ассу. Самородный токай появился существенно позже, чем ассу, — в первой половине XIX века; поначалу предназначался для экспорта в Польшу.
- Токай-ас(с)у (aszú, причастие от aszik — «вянуть»[2]) — сладкое и достаточно дорогое вино с добавлением отобранных вручную заизюмленных ботритизированных ягод: чем выше их процент — тем слаще вино. Ассу делается из винограда одного сорта, но собранного в разное время. Сначала из первого урожая, снятого в конце августа — начале сентября, готовят так называемое «базовое вино». В ноябре, во второй урожай, в специальные 25-килограммовые корзины «путтонь» (puttonyos) отбираются только сморщенные и коричневые от «благородной гнили» ягоды, иссушенные солнцем и ветром. Их перемалывают, высыпают в бочку с «базовым вином» и дают постоять смеси полтора или два дня, чтобы вкус, аромат и цвет этих ягод перешли в вино. Ассу настаивается в подвалах не менее 18 месяцев (иногда до 10 лет)[3]. Сладость вина традиционно измерялась количеством корзин затронутых ботритисом ягод на один бочонок вина (от трёх до шести puttonyos). С 2014 года вместо упоминания «корзин» было установлено минимальное содержание сахара: 120 грамм на литр (что соответствует 5 путтоням)[4].
- Токайская эссенция — изюмный напиток, который ближе к сиропу, чем к вину: содержание алкоголя менее 3 %, уровень остаточного сахара — до 85 % (450—900 грамм на литр). Его изготавливают методом слабого брожения из одних только собранных вручную заизюмленных ягод ботритизированного винограда. Для изготовления эссенции используют сок, который вытекает из винограда без давления, только под собственной тяжестью. Благодаря использованию только подсушенных ягод сока образуется мало, но в нём очень высокий процент содержания сахара. После длительной выдержки вино становится столь густым и сахаристым, как сусло. В ресторанах его принято подавать не в бокалах, а на особых ложках[4].
- Fordítás (что означает «переворачивание»): вино, приготовленное путем заливки сусла на заготовку aszú, которая уже использовалась для приготовления вина aszú.
- Máslás (что означает «копия»): вино, приготовленное путем заливки сусла на осадке aszú.

### Выдержка под слоем дрожжей
Подобно хересу, токай традиционно выдерживался в винных погребах в частично заполненных бочках с дрожжевой пленкой (флором).  Ныне такая оксидативная выдержка ассу, придающая вину коричневый оттенок, — уже редкость. Оксидативная выдержка самородного вина под слоем дрожжей (флором) более распространена, но также постепенно уходит в прошлое. Сухие самородные токаи, выдержанные под флором, по вкусу напоминают французское «жёлтое вино» и некоторые виды хереса.

## Иные типы вин
Свыше 4/5 современной продукции Токайского региона составляют стандартные белые вина разной степени сухости/сладости (то есть сладкие, полусладкие, полусухие, сухие). Они не обладают концентрированностью  вин позднего урожая и стоят существенно дешевле. После того, как на рубеже XX и XXI веков была доказана способность фурминта давать качественные сухие вина, всё большее число виноделов Токая стало отказываться от исторической ставки на сахаристость напитка и осваивать технологии производства сухих вин (так как они в современных условиях более востребованы на международных рынках). В 2020 году почти половина выпускаемых Токаем вин — сухие. Растёт также объём выработки игристых вин.
За пределами бассейна Тисы вина с названием «Токай» по традиции, идущей с XIX века, выпускались в Крыму (креплёные вина комбината «Массандра»), в Австралии (креплёные вина на базе сорта мюскадель), в итальянско-словенском пограничье (вина на базе сорта фриулано, именуемого также tocai) и т. д. С начала XXI века почти все зарубежные производители были вынуждены под нажимом Венгрии переименовать такие вина. Различные модификации слова «Токай» всё ещё можно встретить только в названиях вин из России и Южной Америки.